# Râul Miniș, Nera
Râul Miniș este un curs de apă ce izvorăște de sub vârful Rolului (963 m) în apropierea cartierului Steierdorf (orașul Anina), afluent al râului Nera.
Dupa ce străbate Munții Aninei formând Cheile Minișului (cu lacul de acumulare de la Valea Minișului în sectorul mijlociu al cheilor), se varsă în râul Nera pe teritoriul comunei Bozovici.
Izbucul Bigăr se varsă in râul Miniș, la intersecția acestuia cu paralela 45°.

## Hărți
- Munții Anina [nefuncțională – arhivă]
- Harta Județului Caraș-Severin